# Lục triều
Lục triều (tiếng Trung: 六朝; bính âm: Liù Cháo; 220 hoặc 222 - 589) là một danh từ dùng để chỉ sáu triều đại trong các thời kỳ Tam Quốc (220–280), Lưỡng Tấn (265–420), và Nam-Bắc triều (420–589) trong lịch sử Trung Quốc.
Giai đoạn này bắt đầu ngay sau sự sụp đổ của nhà Hán vào năm 220, và là một giai đoạn chia rẽ, bất ổn định và xung đột. Lục triều chấm dứt khi Tùy Văn Đế tái thống nhất miền Nam và miền Bắc Trung Quốc.
Thuật ngữ thường được dùng để chỉ hai nhóm triều đại trong thời kỳ này:
- Sáu triều đại đặt kinh đô tại Kiến Nghiệp/Kiến Khang (nay là Nam Kinh) gần Trường Giang. Hứa Tung (许嵩) thời Đường đã viết một cuốn sách tên là "Kiến Khang thực lục" (建康实录), là nguồn gốc của tên gọi này.
  - Đông Ngô (222–280)
  - Đông Tấn (317-420)
  - Lưu Tống (420–479)
  - Nam Tề (479–502)
  - Lương (502–557)
  - Trần (557–589)
- Sáu triều đại có quan hệ kế thừa. Trong Tư trị thông giám, Tư Mã Quang đã sử dụng niên hiệu của các triều đại này trong biên niên ký sự chính thống, hậu nhân gọi giai đoạn này là Lục triều, hoặc Ngụy-Tấn-Nam-Bắc triều.
  - Tào Ngụy (220–265)
  - Tấn (265–420)
  - Lưu Tống (420–479)
  - Nam Tề (479–502)
  - Lương (502–557)
  - Trần (557–589)

## Thơ Lục triều
Lục triều là một giai đoạn quan trọng trong lịch sử Trung Quốc, rất đáng chú ý là sự mô tả thẳng thắn về tình ái và mĩ nữ (so với thơ cổ điển). Tác phẩm đặc biệt quan trọng là thơ Lục triều là hợp tuyển Ngọc đài tân vịnh (玉臺新詠), do Từ Lăng biên soạn dưới sự bảo trợ của Hoàng thái tử Tiêu Cương của triều Lương. Cùng với đó là thể loại Tử Dạ ca (子夜歌), được cho là có nguồn gốc và mang danh theo một ca nương Đông Tấn trong thế kỷ 4.

## Di sản
Lần đầu tiên trong lịch sử, trung tâm chính trị chính của Trung Hoa nằm ở phương Nam, cùng với đó là sự đột biến về dân số và sự phát triển không ngừng của kinh tế và văn hóa, nó đã biến phương Nam Trung Quốc từ các khu vực xa xôi trở thành trung tâm kinh tế, cạnh tranh với phương Bắc từ thời Đường trở đi.
Phật giáo lần đầu tiên du nhập vào Trung Quốc trong thời Đông Hán, tôn giáo này đã phát triển mạnh mẽ trong giai đoạn Lục triều (và đồng thời ở triều đại phía Bắc) và đã trở thành một tôn giáo lớn ở Trung Quốc kể từ đó.

## Lãnh thổ

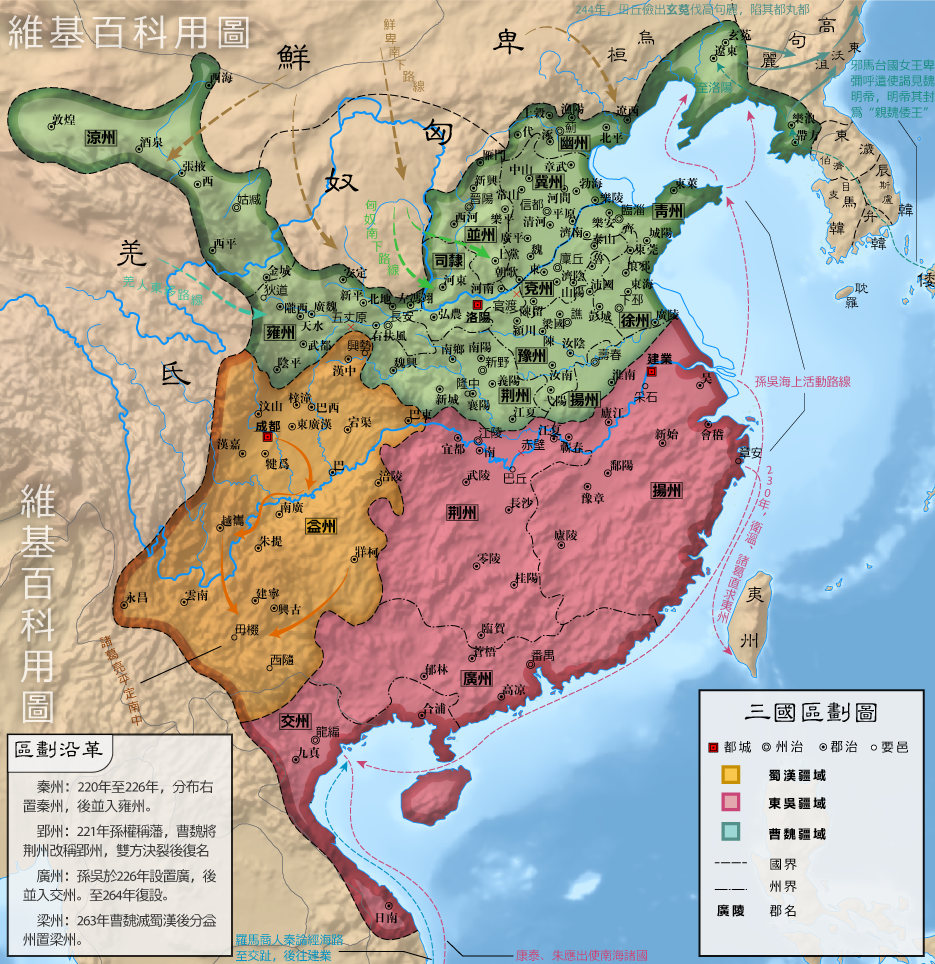
năm 226:   Đông Ngô    Tào Ngụy
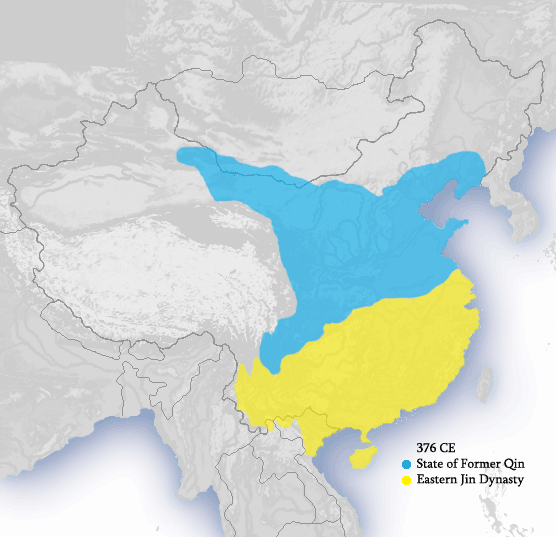
Đông Tấn năm 376
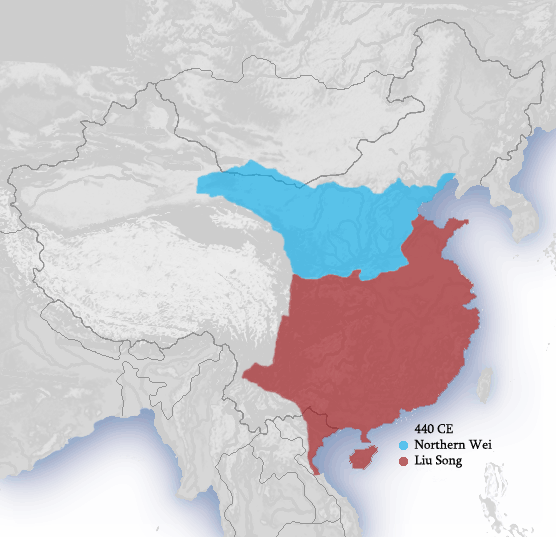
Lưu Tống năm 440
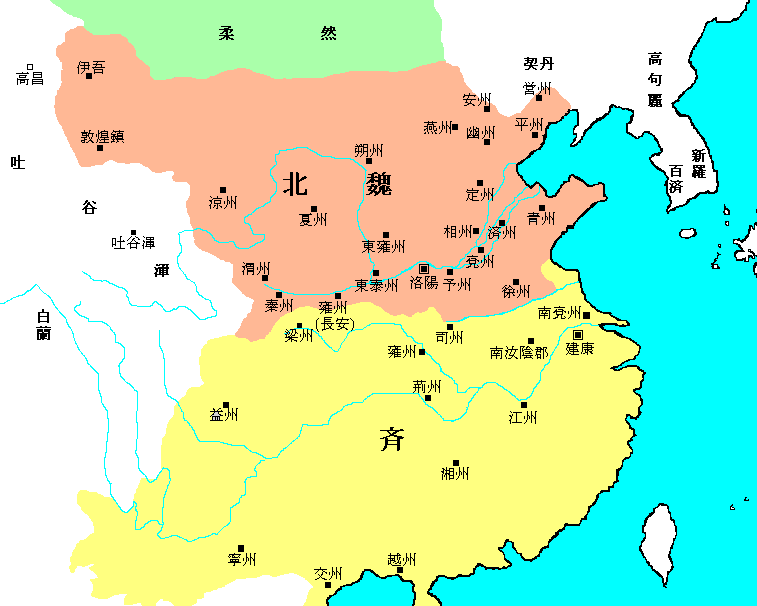
Nam Tề
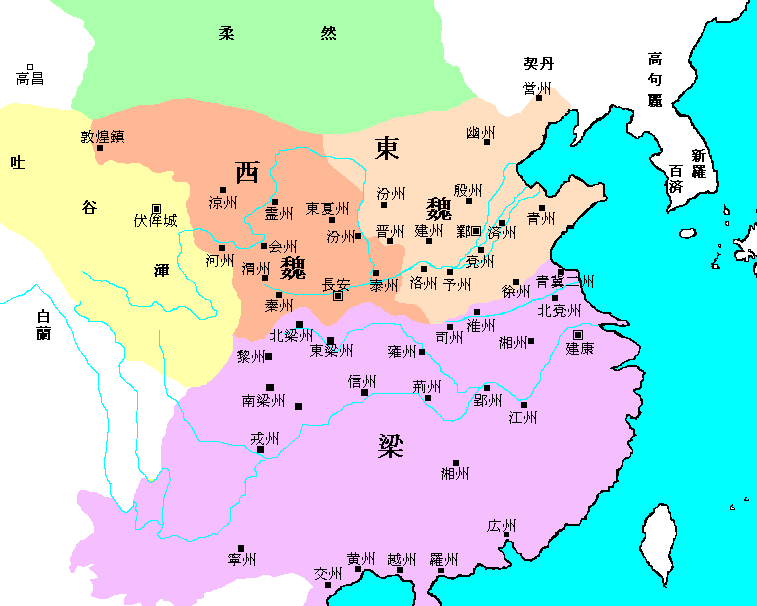
Lương
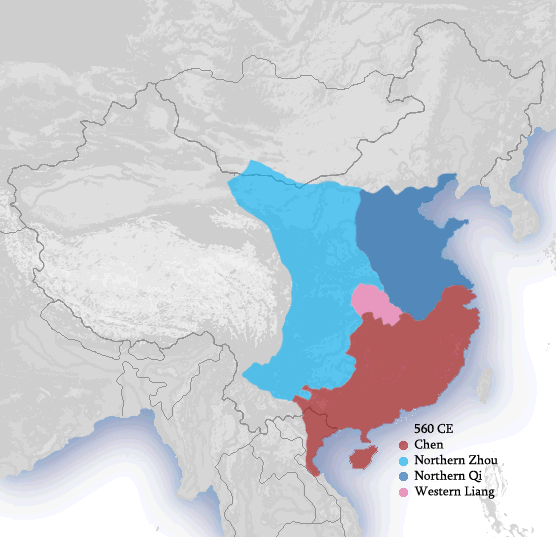
Trần năm 560